# Liste der Kulturdenkmäler in Warmsroth
In der Liste der Kulturdenkmäler in Warmsroth sind alle Kulturdenkmäler der rheinland-pfälzischen Ortsgemeinde Warmsroth einschließlich des Ortsteils Wald-Erbach aufgeführt. Grundlage ist die Denkmalliste des Landes Rheinland-Pfalz (Stand: 2. August 2023).

## Einzeldenkmäler
| Bezeichnung                        | Lage                                        | Baujahr         | Beschreibung | Bild                           |
| ---------------------------------- | ------------------------------------------- | --------------- | --- | ------------------------------ |
| Glockenturm                        | Warmsroth, Bergstraße, gegenüber Nr. 5 Lage | 1754            | barocker Kirchturm der ehemaligen evangelischen Kirche, 1754                                                                  | BW                             |
| Schloss Wald-Erbach                | Wald-Erbach, Nr. 1 Lage                     | 1654            | Krüppelwalmdachbau, Backstein, „Maas-Renaissance“, Treppenturm, Wirtschaftsgebäude, bezeichnet 1654                           | BW                             |
| Wohnhaus                           | Wald-Erbach, Nr. 2 Lage                     | 1855            | historistischer Putzbau, bezeichnet 1855                                                                                      | BW                             |
| Katholische Kapelle St. Pankratius | Wald-Erbach, Nr. 3 Lage                     | 15. Jahrhundert | spätgotischer Saalbau, im Kern aus dem 15. Jahrhundert, 1586 und 1716 verändert; auf dem Kirchhof Grabsteine, 19. Jahrhundert | weitere Bilder Fotos hochladen |